# Guillin de Pougelon
Antoine Guillin-Dumontet, ou Antoine Guillin de Pougelon, né à Lyon le 22 juin 1729 est un avocat qui participa activement à la Conspiration de Lyon.

## Parcours pré-révolutionnaire
Recteur à l'Hôtel-Dieu en 1767, Guillin-Dumontet devient échevin en 1769, et est anobli : il prend alors le titre de "Pougelon", du nom du fief qu'il avait obtenu près de Saint-Étienne-la-Varenne (Beaujolais).

## Parcours révolutionnaire
Durant les premières années de la Révolution, Guillin de Pougelon est à Lyon, où il fréquente un vaste cercle royaliste constitué par la noblesse et l'élite financière: Imbert-Colomès, Régny, trésorier de la ville, Boscary, de l'ordre des procureurs. À ces notables s'ajoutent également des agents des Princes, comme le chevalier de Tessonet, aide de camp du prince de Condé, le marquis d'Escarts ou encore le comte d'Erigny.
Ce cercle royaliste fort actif n'est pas sans attirer la méfiance des autorités, qui arrêtent le 4 décembre 1790 les agitateurs.

## La Conspiration de Lyon
Après l'échec des négociations du Roi avec l'Assemblée et le développement de la violence entre royalistes et patriotes, Guillin de Pougelon cherche à organiser un coup de force. Après les émeutes de l'octroi, les troupes du comte de La Chapelle, maréchal de camp, offrent à Pougelon l'opportunité d'un coup de force. Ancien capitaine aux Gardes-Françaises, nommé à ce poste par le Roi, de La Chapelle était dans la confidence, et parvint à réunir environ six mille hommes (dont le régiment du Maine) et une trentaine de pièces d'artillerie. Dans l'expectative d'un soulèvement armé de Lyon et de sa province, Guillin comptait sur les régiments de chasseurs à cheval de Bretagne et d'Alsace, respectivement cantonnés à Bourg-en-Bresse, Mâcon, Senecey et Châlons-sur-Saône. Le régiment de la Marine à Trévoux, celui de Bourgogne à Villefranche, les dragons de Penthièvre à Vienne (Dauphiné). Enfin, le régiment suisse de Steiner, cantonné à Grenoble, complétait la liste.
Des milliers de brochures et de pamphlets royalistes affluent alors dans la ville, faisant état d'un intervention imminente des Princes émigrés, de l'Empereur et du Roi de Sardaigne, beau-père du comte d'Artois.
Le 10, Guillin de Pougelon et deux officiers du Maine sont arrêtés. Le conventionnel Biroteau est déclaré hors-la-loi, de nombreux nobles et agents royalistes fuient en Suisse ou dans les États du Roi de Sardaigne. Le 18, le commandant du régiment allemand de La Marck-Infanterie est limogé. Le frère de Pougelon, sieur de Poleymieux-au-Mont-d'Or, est lui aussi inquiété.